# University of Miami

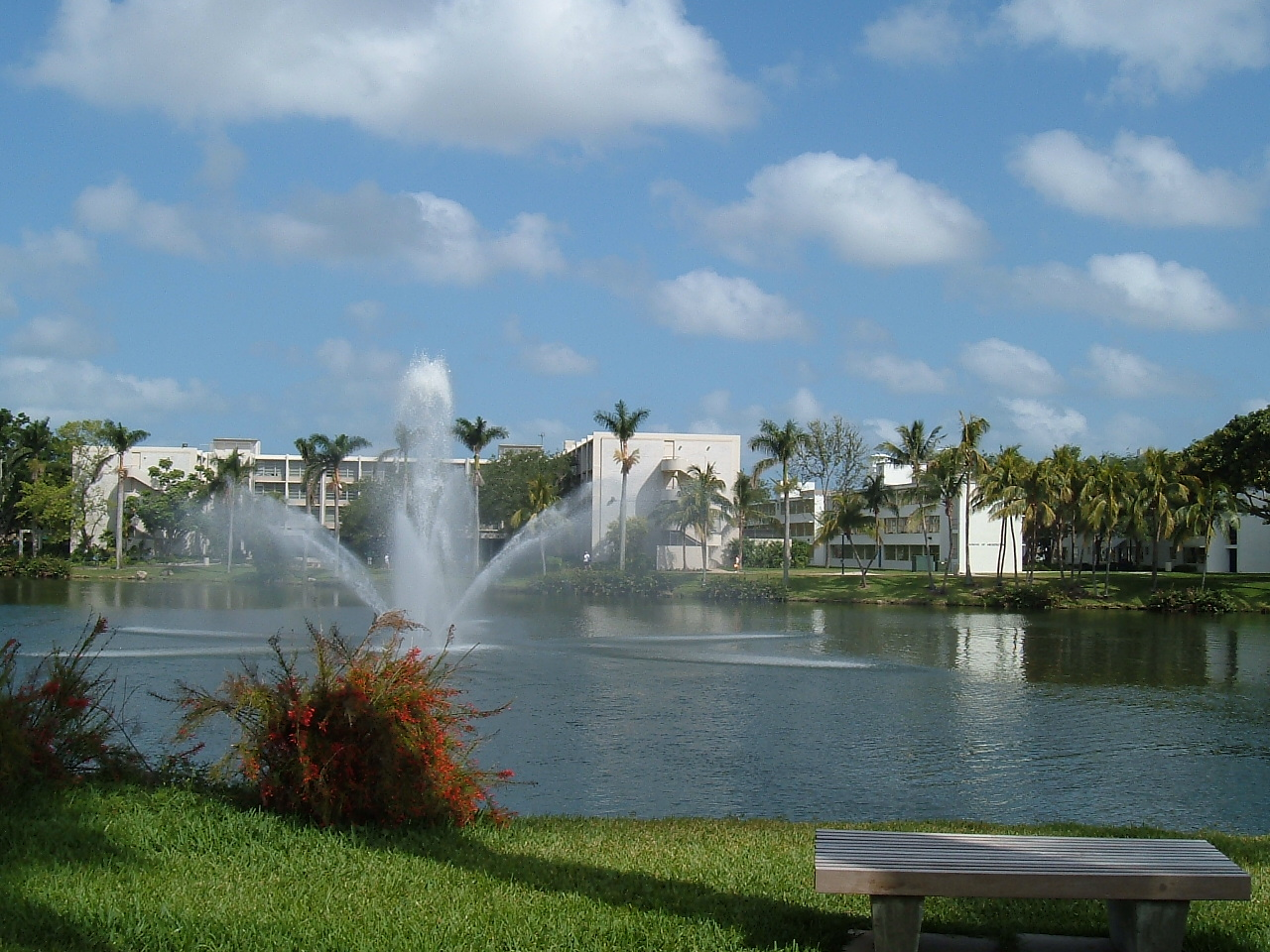
Campus der Universität Miami in Coral Gables

Die University of Miami (auch UM oder The U genannt) ist eine Privatuniversität in Coral Gables direkt angrenzend an der City of Miami im US-Bundesstaat Florida. Die Hochschule wurde 1925 gegründet. Derzeit sind 15.241 Studenten immatrikuliert.

## Studienangebot
Das Studienangebot umfasst unter anderem:
- Architektur
- Ingenieurwissenschaften
- Kommunikationswissenschaften
- Geistes-, Sozial- und Naturwissenschaften
- Musik (Phillip and Patricia Frost School of Music)
- Pädagogik
- Pflege und Gesundheitsstudien
- Wirtschaftswissenschaften

Professional Schools:
- Medizin (Leonard M. Miller School of Medicine) angebunden an das Jackson Memorial Hospital
- Rechtswissenschaften
- Rosenstiel School of Marine and Atmospheric Science

## Sport
Die Sportteams der UM sind die Hurricanes. Die Hochschule ist Mitglied in der Atlantic Coast Conference.

## Persönlichkeiten

### Kunst und Unterhaltung
Fernsehen
- Steve-O
- Sandy Meyer-Wölden

Schauspieler
- Steven Bauer
- Charles Grodin
- Ray Liotta
- Sylvester Stallone

Politik
- Reince Priebus

Musiker
- Kevin Dean
- Bruce Ferden
- Gloria Estefan
- Bruce Hornsby
- Enrique Iglesias
- Pat Metheny
- Steve Morse
- Jaco Pastorius
- Jon Secada
- Grace Slick

### Sport
- Rick Barry – Basketballspieler
- Bennie Blades – American-Football-Spieler
- Matt Bosher – American-Football-Spieler
- Phillip Dorsett – American-Football-Spieler
- Leonard Hankerson – American-Football-Spieler
- Ted Hendricks – American-Football-Spieler
- Chris Herndon – American-Football-Spieler
- Devin Hester – American-Football-Spieler
- Michael Irvin – American-Football-Spieler, ehemaliger Wide Receiver der Dallas Cowboys
- Edgerrin James – American-Football-Spieler
- Dwayne „The Rock“ Johnson – American-Football-Spieler (Defensive Tackle) und späterer WWE-Star und Schauspieler
- James Jones – Basketballspieler
- Cortez Kennedy – American-Football-Spieler
- Ray Lewis – American-Football-Spieler, ehemaliger Linebacker der Baltimore Ravens
- Russell Maryland – American-Football-Spieler
- Jim Otto – American-Football-Spieler
- Clinton Portis – American-Football-Spieler
- Ed Reed – American-Football-Spieler, ehemaliger Safety der Baltimore Ravens
- Melanie Rinaldi – Wasserspringerin
- Jim Simon – American-Football-Spieler
- Sean Taylor – American-Football-Spieler
- Vinny Testaverde – American-Football-Spieler
- Brittany Viola – Wasserspringerin